# 978

## Nașteri
- Zoe, împărăteasă bizantină, fiica lui Constantin VIII (d. 1050)

## Decese
- 18 martie: Eduard Martirul, rege al Angliei (n. 962)